# 1966年日本グランプリ (4輪)
1966年日本グランプリは、1966年5月3日に富士スピードウェイにて決勝レースが行われた。正式名称は「第3回日本グランプリ自動車レース大会」。

## 概要
3回目となる日本GPは本来ならば1965年5月に開催される予定だった。主催者の日本自動車連盟（JAF）はF2/F3レースをメインイベントとする方向で準備していたが、1964年10月に突然開催中止を発表した。「グランプリの開催は時期尚早であり、国内自動車クラブの育成が先決である」との理由だったが、JAFと鈴鹿サーキットの交渉が金額面で決裂したためとも報じられた。中止となった日本GPの代替イベントとして、1965年7月に船橋サーキットで全日本自動車クラブ選手権（通称「船橋CCC」）が開催された。
1966年に日本GPが再開されることになり、鈴鹿サーキットに代わって新設の富士スピードウェイが開催地となった。車種・排気量ごとに細かく分けていたレース方式を廃止して、60周（360km）のメインレースに一本化し、今回から正式にグランプリ賞典を懸けることになった。高性能スポーツカーとプロトタイプレーシングカーが出場し、レースの途中には燃料補給のためのピットインも必要となった。また、サポートイベントとして特殊ツーリングカーレースとGTカーレース、エキシビジョンとしてフォーミュラカーレースも行われた。
第2回大会で盛り上がった自動車メーカー対決は仕切り直しとなり、別分野へ転向したりワークスチームを解散したメーカーもあった。プリンスは国産初のプロトタイプレーサーR380を4台投入。トヨタはヤマハと共同開発した2000GTのプロトタイプをレース仕様に改造。ダイハツはコンパーノ・ベルリーナベースのP-3でクラス優勝を狙った。日産は前哨戦の全日本クラブマンレースに続き、6気筒DOHCエンジンを搭載するフェアレディSで参戦した。
外国車に乗るプライベーター勢の中では、滝進太郎のポルシェ・906と酒井正のシェルビー・デイトナが注目された。第2回大会のGTクラスでポルシェ・904にプリンス・スカイラインGTが敗れたことからR380が誕生したという経緯があり、ポルシェ対プリンスの再対決に関心が集まった。

## 展開

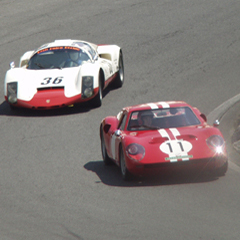
第3回日本GPの首位争いを再現するプリンス・R380とポルシェ・906。2003年9月15日、改修前の富士スピードウェイ・フィナーレにて。

5月2日の公式予選は大雨と霧という悪コンディションの中で行われた。各車ハイドロプレーニング現象に苦しむ中、フェアレディSに乗る北野元が2位に15秒近い大差をつけてポールポジションを獲得した。
5月3日の決勝日は好天に恵まれたが、午前の特殊ツーリングカーレース中、永井賢一のベレットGTが強風に煽られて30度バンクからコースアウトし、富士スピードウェイ開業初の死亡事故となった。30度バンクのスピード制限や追い越し禁止が討議され、GPレースは予定より1時間遅れて午後2時35分にスタートとなった。
スタートはグリッド2列目から生沢徹（プリンス）がトップに立ち、砂子義一（プリンス）、田村三夫（トヨタ）、滝進太郎（ポルシェ）、横山達（プリンス）と続いた。砂子は2周目に生沢を抜いてトップに立ち、生沢の後方には滝と酒井正（シェルビー）が浮上した。マシンの不調でペースが上がらない生沢は数周にわたり滝をブロックし、チームメイトの砂子を逃がす役割を務めた。
滝は6周目に生沢をかわすと砂子を追い上げ、25周目にトップに立った。8秒ほどリードして31周目にピットインしたが、給油作業のロスタイムが勝敗に影響した。滝のチームはポリタンクから給油したため50秒以上要したのに対し、37周目にピットインした砂子はプリンス陣営が準備した重力式給油装置の効果で15秒たらずで作業終了。ピットワークでトップを奪い返してコースに復帰した。
レース終盤には2位を行くマシンの脱落が相次いだ。43周目、再度トップを追走していた滝が最終コーナーで路面のオイルに乗りクラッシュ。車体前部を壊してピットに戻りリタイアした。生沢は46周目にギアトラブルでストップ。最終コーナーからピットまでマシンを押して戻る生沢に対して、健闘を讃える拍手とブロック走行を非難する罵声が浴びせられた。同ラップには酒井のマシンにもエンジントラブルが発生した。
追う者が消えた砂子は独走状態で60周を走破して優勝した。3周遅れでチームメイトの大石秀夫が2位となり、プリンスワークスは1、2、4位（横山）という好成績を収めた。3位は無給油作戦を実行した細谷四方洋（トヨタ）。予選ポールポジションの北野（日産）はエンジントラブルでリタイアした。
マシンの性能ではポルシェに分があったものの、チームプレーやピットワークといった総合力でワークスとプライベーターの差が表れる結果となった。プリンス自動車は日産自動車に吸収合併されることが決まっており、最後の大舞台を勝利で締めくくった。

## リザルト

### 予選
| 順位 | No. | クラス | ドライバー   | 車名                 | エントラント       | タイム  |
| ---- | --- | ------ | ------------ | -------------------- | ------------------ | ------- |
| 1    | 12  | GP-II  | 北野元       | フェアレディS        | 田原源一郎         | 2'37.70 |
| 2    | 17  | GP-II  | 田村三夫     | トヨタ・2000GT       | TMSC               | 2'52.43 |
| 3    | 11  | GP-II  | 砂子義一     | プリンス・R380       | PMCS               | 2'52.71 |
| 4    | 9   | GP-II  | 横山達       | プリンス・R380       | PMCS               | 2'56.01 |
| 5    | 8   | GP-II  | 生沢徹       | プリンス・R380       | PMCS               | 2'56.71 |
| 6    | 10  | GP-II  | 大石秀夫     | プリンス・R380       | PMCS               | 2'58.47 |
| 7    | 3   | GP-I   | 久木留博之   | ダイハツ・P-3        | ダイハツ工業（株） | 3'02.16 |
| 8    | 5   | GP-I   | 吉田隆郎     | ダイハツ・P-3        | ダイハツ工業（株） | 3'02.37 |
| 9    | 1   | GP-I   | 波嵯栄菩王武 | ロータス・エリート   | 波嵯栄菩王武       | 3'10.67 |
| 10   | 15  | GP-II  | 細谷四方洋   | トヨタ・2000GT       | TMSC               | 3'11.83 |
| 11   | 19  | GP-III | 安田銀治     | ジャガー             | 安田銀治           | 3'16.69 |
| 12   | 6   | GP-II  | 滝進太郎     | ポルシェ・カレラ6    | 滝進太郎           | 3'19.60 |
| 13   | 20  | GP-III | 横山精一郎   | ジャガー・XK-E       | 横山精一郎         | 3'21.33 |
| 14   | 2   | GP-I   | 佐藤清人     | アバルトシムカ・1300 | 金原達郎           | 3'23.84 |
| 15   | 7   | GP-II  | 山口良夫     | フェアレディ         | 山口良夫           | 3'28.32 |
| 16   | 21  | GP-III | 酒井正       | デイトナ・コブラ     | 酒井正             | 3'37.53 |

- クラス区分はGP-I（700cc～1300cc）、GP-II（1300cc～2000cc）、GP-III(2000cc～)。
- エントリー20台中予選出走16台（No.14,No.16,No.18,No.22はエントリーのみ）。
- No.2（松島弘規→佐藤清人）、No.17（福沢幸雄→田村三夫）、No.21（ドン・ニコルズ→酒井正）はエントリードライバーからリザーブドライバーへ変更。

### 決勝
| 順位 | No. | クラス | ドライバー   | 車名                 | エントラント       | 周 | タイム/リタイア | グリッド |
| ---- | --- | ------ | ------------ | -------------------- | ------------------ | -- | --------------- | -------- |
| 1    | 11  | GP-II  | 砂子義一     | プリンス・R380       | PMCS               | 60 | 2:09'51.59      | 3        |
| 2    | 10  | GP-II  | 大石秀夫     | プリンス・R380       | PMCS               | 57 | 2:10'01.13      | 6        |
| 3    | 15  | GP-II  | 細谷四方洋   | トヨタ・2000GT       | TMSC               | 57 | 2:11'27.90      | 10       |
| 4    | 9   | GP-II  | 横山達       | プリンス・R380       | PMCS               | 56 | 2:10'20.74      | 4        |
| 5    | 19  | GP-III | 安田銀治     | ジャガー             | 安田銀治           | 55 | 2:11'00.73      | 11       |
| 6    | 20  | GP-III | 横山精一郎   | ジャガー・XK-E       | 横山精一郎         | 54 | 2:12'22.33      | 13       |
| 7    | 5   | GP-I   | 吉田隆郎     | ダイハツ・P-3        | ダイハツ工業（株） | 52 | 2:10'04.97      | 8        |
| 8    | 2   | GP-I   | 佐藤清人     | アバルトシムカ・1300 | 金原達郎           | 52 | 2:11'19.19      | 14       |
| 9    | 1   | GP-I   | 波嵯栄菩王武 | ロータス・エリート   | 波嵯栄菩王武       | 50 | 2:11'37.86      | 9        |
| nc   | 7   | GP-II  | 山口良夫     | フェアレディ         | 山口良夫           | 42 | 2:12'14.45      | 15       |
| Ret  | 21  | GP-III | 酒井正       | デイトナ・コブラ     | 酒井正             | 46 | エンジン        | 16       |
| Ret  | 8   | GP-II  | 生沢徹       | プリンス・R380       | PMCS               | 46 | ミッション      | 5        |
| Ret  | 6   | GP-II  | 滝進太郎     | ポルシェ・カレラ6    | 滝進太郎           | 42 | アクシデント    | 12       |
| Ret  | 12  | GP-II  | 北野元       | フェアレディS        | 田原源一郎         | 36 |                 | 1        |
| Ret  | 3   | GP-I   | 久木留博之   | ダイハツ・P-3        | ダイハツ工業（株） | 22 |                 | 7        |
| Ret  | 17  | GP-II  | 田村三夫     | トヨタ・2000GT       | TMSC               | 5  | オーバーヒート  | 2        |

- スターティンググリッドは3-4-3左上位方式。
- ファステストラップ 2分05秒02 砂子義一（プリンス）
  - 2分03秒25 滝進太郎（ポルシェ）とするデータもある[6]。

## エピソード
決勝日には9万5千人の観客が1万6千台のマイカーで来場したが、前日の大雨で未舗装の連絡道路がぬかるみ、立往生する車が続出。駐車場への誘導も混乱してサーキット周辺には大渋滞が発生した。大会名誉総裁の高松宮宣仁親王は開会式に遅れないよう途中で車を降り、3kmの道のりを歩いて来場した。帰路の渋滞も激しく、深夜になっても場内から出られない観客が怒り出し、トラブルの頻発で整理員が逃げ出してしまうこともあった。富士スピードウェイにおける悪天候時の観客移動トラブルは、40年後の2007年日本グランプリでも発生した。

## データ
- 大会名 第3回日本グランプリ自動車レース大会
- 主催 日本自動車連盟
- 決勝観客数 9万5千人
- 日程
  - 5月2日 公式車検、公式予選
  - 5月3日
    - 9時 特殊ツーリングカーレース（20周）
    - 10時40分 グランドツーリングカーレース（20周）
    - 13時30分 日本グランプリ（60周）
    - 16時30分 エキシビジョンレース（10周）
- サポートレース勝者
  - 特殊ツーリングカー 須田祐弘（スカイライン2000GT）
  - GTカー 高橋国光（フェアレディ1600）
  - エキシビジョン 望月修（コルトF3A）